# Осиково (Тирговиштська область)
Оси́ково (болг. Осиково) — село в Тирговиштській області Болгарії. Входить до складу общини Попово.

## Населення
За даними перепису населення 2011 року у селі проживали 140 осіб.
Національний склад населення села:
| Національність   | Кількість осіб | Відсоток |
| ---------------- | -------------- | -------- |
| болгари          | 94             | 76,4%    |
| турки            | 0              | 0%       |
| цигани           | 0              | 0%       |
| інша             | 0              | 0%       |
| не визначились   | 29             | 23,6%    |
| Всього відповіли | 123            |          |

Розподіл населення за віком у 2011 році:
Динаміка населення: